# 席勒纪念碑
席勒纪念碑（Pomník Friedricha Schillera）位于捷克卡罗维发利城市南部边缘的歌德小径（Goethově stezce），立于1909年，由建筑师弗里德里希·奥曼和雕塑家马克斯·希勒合作。
1958年5月3日，纪念碑公布为捷克文化古迹，编号 44871/4-895.

## 历史
德国浪漫主义作家弗里德里希·席勒（1759-1805）只访问过卡尔斯巴德（卡罗维发利）一次。1791年，他和妻子洛特、卡罗琳·冯·比尔维茨和耶拿的费迪南德·艾克来此进行水疗，治疗严重的哮喘病。回家后，席勒写信给朋友称赞这里的泉水有助于他的康复。此后他又活了14年，进入旺盛的创作期，创作了《华伦斯坦三部曲》（1799）等大量作品。当时他所住的巴洛克式建筑，1868年修建了一块纪念牌匾，以纪念席勒的逗留。1939年，该建筑和浮雕均被拆除。
建造纪念碑的倡议起源于1905年的卡尔斯巴德年会。在接下来的三年内，收集了许多收藏品和建造资金。。随后发起一次招标，在几位建筑师中，获胜者是维也纳新艺术主义建筑师弗里德里希•奥曼（Friedrich Ohmann）。奥曼还设计了卡尔斯巴德城堡温泉上方的奥曼柱廊。他创作了纪念碑的整体建筑。侧面浮雕是本地雕塑家马克斯•希勒的作品。纪念碑于1909年诗人诞辰150周年之际隆重揭幕。
第二次世界大战结束后，随着驱逐德意志民族人口，捷克斯洛伐克决定在全国清除德国文化标志，包括纪念碑。 1946年1月28日，当地的“地方意识委员会”讨论这些文化古迹的命运。管理局局长拉迪斯拉夫•科扎克发言，提议原址保留纪念碑，但要清除所有的德国铭文、浮雕。1946年5月28日，选中清理克尔纳纪念碑（Körnerův dub）、歌德纪念碑（Goethův pomník）、贝多芬纪念碑（Pomník Ludwiga van Beethovena）和席勒纪念碑的建筑公司向地方行政委员会送交了预算，为3万捷克先令。最终清理未能实施，因为另一城市的预算花费约3.4万捷克先令，包括打磨德文铭文，移除浮雕，而地方行政委员会没有这一款项。